# Kostel svatého Václava (Vanovice)
Kostel svatého Václava je římskokatolický chrám v obci Vanovice v okrese Blansko. Je chráněn jako kulturní památka České republiky. Jedná se o filiální kostel farnosti Borotín na Moravě.

## Historie
Pokud jde o stáří kostela, nelze přesně určit jeho stáří, tradice však klade jeho počátky až do dob prvního křesťanství na Moravě. Jde zřejmě o jednu z nejranějších památek svatováclavské úcty na Moravě. Vanovická fara se poprvé připomíná roku 1233, kdy ji moravský markrabě Přemysl i s pozemky daroval klášteru v Litomyšli a ten na ni potom dosazoval své řeholníky.
V devatenáctém století byl kostel několikrát opravován, velkou opravou prošel roku 1904. Tehdy byl rozebrán a znovu zaklenut vítězný oblouk, opatřena nová okna. Kostel i věž dostaly novou krytinu, opraveny a očištěny byly pilíře a okna gotického presbytáře.

## Popis
Jde o jednolodní podélnou stavbu s kněžištěm ukončeným pěti stranami osmiúhelníka, na severní straně presbytáře se nachází čtvercová sakristie, nad ní věž. V západním průčelí je čtvercová předsíň. Na vnějšku kněžiště jsou opěrné pilíře, okna lomená. Loď s půlkruhovými záklenky a šambránami. Věž je prolomena ve zvonicovém patře okny se segmentovým záklenkem. Klenba byla zřízena po požáru kostela v roce 1700 místo dřívějšího rovného stropu. 
Oltářní obraz neznámého autora představuje svatého Václava klečícího v rytířské zbroji s vlajkou. Rovněž ve štítu chrámu nad vchodem se nachází reliéf představující svatého Václava.